# Берген, Ян IV ван
Ян IV ван Глим ван Берген (нидерл. Jan IV van Glymes van Bergen, фр. Jean IV de Glymes de Berghes); 6 февраля 1528, Боргвлиет (Северный Брабант) — 21 мая 1567, Мадрид), маркиз ван Берген-оп-Зом — государственный деятель Габсбургских Нидерландов.

## Биография
Сын Антона ван Бергена и Жаклин де Крой.
Камергер Карла V, рыцарь ордена Золотого руна, великий бальи и генерал-капитан Эно, губернатор Валансьена и Камбре, главный ловчий Фландрии и Брабанта.
Рано потерял отца, и до 1550 года находился под опекой матери. В молодости его наставником был знаменитый юрист Шарль Дюмулен. В 1546 году поступил на придворную службу к Карлу V, а в следующем году также к Марии Венгерской. В 1549 году встречал инфанта Филиппа, прибывшего в Нидерланды.
9 июля 1550 года молодой маркиз женился на Марии де Ланнуа (ок. 1534—1580), даме де Молембе, Сензей и Сольр-Ле-Шато, дочери Жана де Ланнуа, сеньора де Молембе, и Жанны де Линь-Барбансон. Через четыре дня он вступил во владение своим маркизатом. Будучи правителем города, он тщетно пытался восстановить его экономические позиции.
В 1555 году Филипп, получивший власть в Нидерландах, назначил ван Бергена в состав Государственного совета в числе местных вельмож, указанных ему отцом.
В январе 1556 на капитуле в Антверпене принят в рыцари ордена Золотого руна.
Ван Берген мог рассчитывать на высокий административный пост, но Филипп II в 1556 году назначил великим бальи Эно его тестя Жана де Ланнуа, и только после смерти этого сеньора, благодаря вмешательству Маргариты Пармской, маркиз смог получить должность. 12 марта 1560 он получил патент на должности великого бальи и генерал-капитана Эно, а также губернатора Валансьена, Камбре и Бинша, и 17 июля принес присягу Маргарите Пармской.
Приступив к управлению провинцией, ван Берген оказался в сложной ситуации. После отъезда короля повсюду росло глухое недовольство, и последние непопулярные распоряжения, данные Филиппом перед отъездом в Испанию, начали производить эффект. Присутствие иностранных солдат было поводом для беспокойства, создание новых епископств, мера, которая была бы спокойно воспринята в другую эпоху, в середине XVI века в Нидерландах рассматривалась населением как прелюдия к началу религиозных гонений. Духовенство было недовольно не меньше, чем тайные сторонники Реформы, ибо монастыри приходили в упадок, будучи вынуждены выплачивать крупные суммы епископам.
Не добившись уступок от Маргариты, Штаты Брабанта направили жалобу Филиппу, а также послали в Рим Дюмулена с письмами принца Оранского и Яна ван Бергена. Эти демарши вызвали неудовольствие у короля, и не дали ничего, кроме вывода испанских войск. Реформаты действовали все более открыто: в 1561—1562 годах они провели публичные проповеди в Турне и Валансьене, и даже осмелились в дневное время петь на улицах псалмы Клемана Маро. Маргарита немедленно предписала губернаторам Монтиньи и Бергену, которые в тот момент находились в Бреде, где праздновали германскую свадьбу принца Оранского, навести порядок.
Монтиньи поспешил в Турне, где приказал сжечь еретические книги и казнить проповедника. В Валансьене Берген арестовал двух кальвинистов, но отложил их казнь, несмотря на формальный приказ правительницы, а сам отправился в Льеж, чтобы позаботиться о своем брате Роберте, у которого случился инсульт. Возвращаться он не спешил, а на требование Маргариты приступить к своим обязанностям дал знаменитый ответ: «Ни моя честь, ни мой пост не позволяют мне сделаться палачом еретиков».
Король, которого проинформировали о произошедшем, стал с тех пор считать ван Бергена одним из лидеров оппозиции.
Магистрат Валансьена получил приказ казнить заключенных, процедура была назначена на 27 апреля 1562, но народ возмутился, осыпал отряд лучников камнями и растащил вязанки хвороста, приготовленные для костра. Затем горожане взяли штурмом тюрьму, но, дабы показать, что их действия не являются мятежом, освободили только двоих приговоренных сектантов, надеясь на то, что правительство установит религиозную свободу.
Игнорировать такое явное неповиновение маркиз не мог, и подчинился требованиям правительницы, прибыв в Валансьен, куда стянули 500 солдат из окрестных укреплений. Ко времени возвращения ван Бергена в Валансьен, в городе восстановился порядок, а протестанты попрятались. Некоторых удалось схватить, но они были убежденными фанатиками и «смело шли навстречу смерти, „распевая псалмы до последнего издыхания“», что вызвало недовольство Филиппа, рекомендовавшего затыкать приговоренным рот «кляпом или чем-нибудь другим», как это делали в Англии во время репрессий Марии Тюдор. Противники религиозных гонений требовали созыва Генеральных штатов, а ван Берген даже предложил собрать ассамблею епископов, прелатов и докторов, чтобы обсудить церковную реформу. Герцогиня сопротивлялась и направила жалобу Филиппу II на поведение губернатора Эно. Король поддержал свою сестру и предписал ван Бергену не отлучаться из его наместничества, но тот распоряжение проигнорировал, будучи занят переговорами с льежским капитулом по поводу отречения Роберта от епископской кафедры, и проявляя полное равнодушие к проблеме протестантской пропаганды в Валансьене.

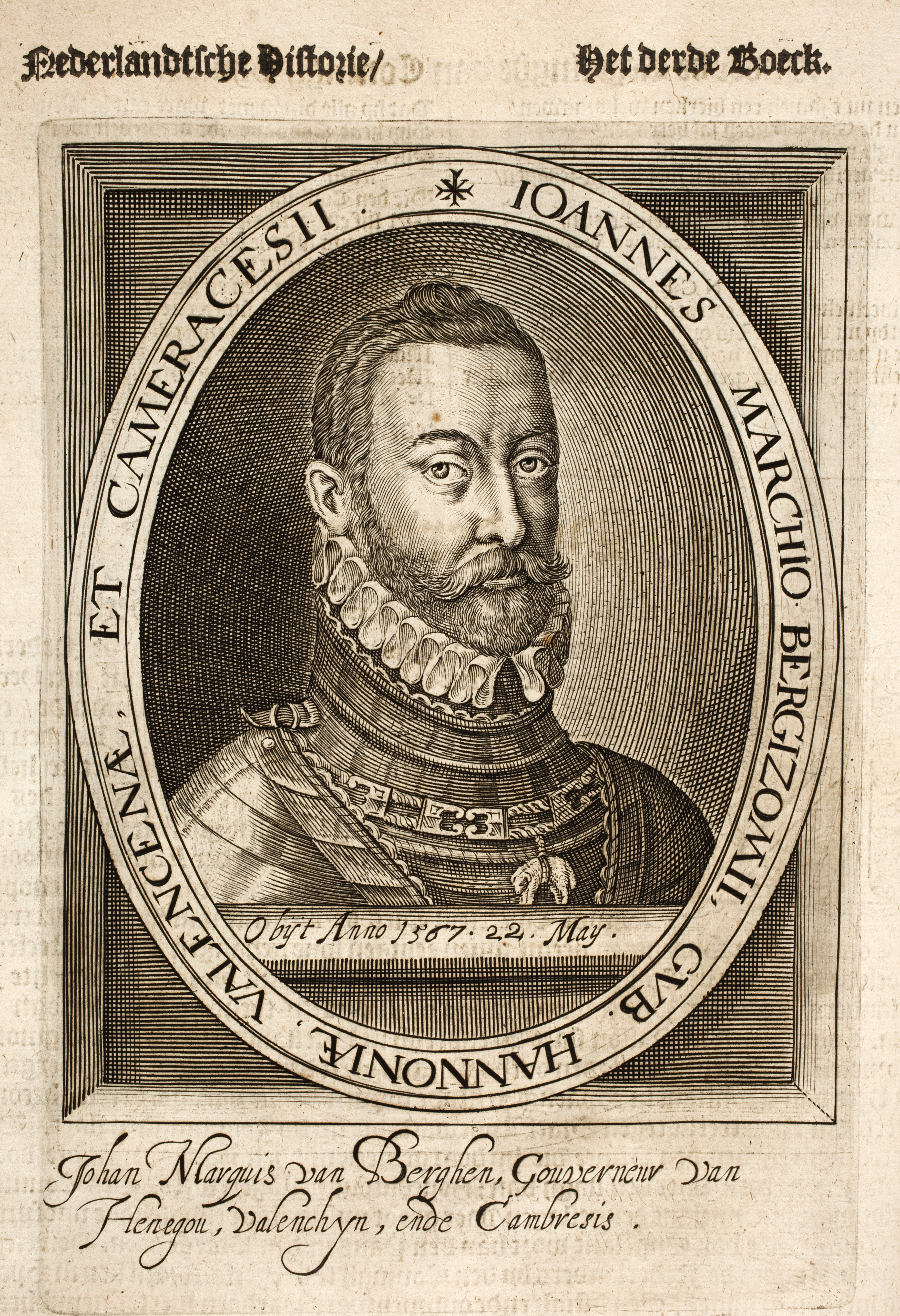
Ян IV ван Берген

«Смертная казнь за религиозные преступления чрезмерна», — говорил он неоднократно, и кардинал Гранвель сообщил об этих словах королю. Монтиньи также стал вызывать подозрения, ибо его религиозное рвение быстро остыло.
Главной мишенью недовольства стал Гранвель; против него образовалась лига в составе принца Оранского, графов Эгмонта, Хорна, Мегена, Бергена и Монтиньи, требовавшая удаления кардинала. Королевский ответ заставил себя ждать. Филипп медлил, следуя совету герцога Альбы, рекомендовавшего постараться разделить недовольных. Оставшись без прямой поддержки брата, Маргарита была вынуждена уступить, и 13 марта 1564 кардинал уехал к себе на родину в Безансон, хотя и оттуда продолжал оказывать значительное влияние на нидерландскую политику.
Граф Эгмонт отправился послом к Филиппу, надеясь добиться смягчения религиозной политики, был хорошо принят при испанском дворе, но король отказался идти на уступки. «Мы стоим на пороге кровавой трагедии», — написал Эгмонт принцу Оранскому.
Ван Берген объявил, что уйдет со всех постов, если законы против еретиков будут приведены в действие, большинство его коллег направили Маргарите послания в том же духе, четыре главных города Брабанта протестовали против введения инквизиции. Берген и его сторонники собрались в Бреде, затем в Хогстратене, где в 1566 году подписали знаменитый Компромисс дворян, который был торжественно представлен правительнице. Она пообещала направить документ королю, а ведение переговоров в Испании было поручено Монтиньи и Бергену.
«Трудно было выбрать депутатов, более неприятных лично для Филиппа». В глазах короля Монтиньи был плохим католиком: он публично поедал мясо в Турне во время поста. Что касается Бергена, его мнение о вмешательстве властей в дела религии было известно. И тот, и другой осмеливались порицать действия суверена. Оба с крайней неохотой согласились отправиться в Испанию. Маргарита пыталась убедить короля в их добрых намерениях, но Филипп более склонялся на сторону Гранвеля, представившего ему Бергена и Монтиньи, и в особенности первого, как подстрекателей всех недавних волнений.
Отъезд из Брюсселя был назначен на 30 апреля 1566. 28-го стало известно, что Берген, играя в шары в Парке, получил сильный удар пелотой в ногу, и слег с горячкой. Сначала думали, что его страдания притворны, и Маргарита послала к больному своего личного врача, который констатировал, что рана не позволит маркизу отправиться в путь раньше, через месяц.
Монтиньи поначалу отказывался отправляться один, тем более, что Берген считал поездку бесполезной. Наконец, он покинул Брюссель 30 мая, и 17 июня прибыл в Мадрид, где провел несколько безрезультатных встреч с королем. Берген отправился в путь только 1 июля, но двигался очень медленно, почти всегда в повозке и с ежедневными остановками, так как рана продолжала его беспокоить. Он послал к Монтиньи своего мажордома, чтобы узнать, есть ли какой-либо прогресс в переговорах, и стоит ли ему вообще приезжать, но король настоял на его прибытии.
17 августа ван Берген прибыл в замок Вальсен, где шли переговоры, после чего состоялось еще несколько безрезультатных встреч. Затем прибыла депеша от Маргариты, сообщавшей о начале церковных погромов. Набожные испанцы были возмущены кощунством нидерландских еретиков. Филиппа свалила тяжелая болезнь, а после выздоровления он стал готовить возмездие, затворившись в своем дворце, не показываясь на публике и даже не выходя к мессе. Наконец, 19 октября он созвал министров для принятия окончательного решения. Возможно, уже тогда планировалось направить в Нидерланды Альбу. Берген и Монтиньи предложили кандидатуру Руя Гомеса, князя Эболи, но их симпатии могли скорее вызвать подозрение у короля; кроме того, Руй Гомес был нужен Филиппу, чтобы надзирать за доном Карлосом, и не позволить инфанту подобраться к своей особе.
После назначения Альбы послы сочли свою миссию оконченной, и просили отпустить их, но получили отказ. Их судьба была решена в обычном для короля духе: и того, и другого обрекли на позорную смерть. Просьбы к герцогине о вмешательстве были бесполезны, так как Маргарита сама в письме брату от 18 ноября советовала удерживать послов в Испании до окончания волнений. Здоровье ван Бергена было подорвано окончательно, его свалил тяжелый приступ лихорадки, и, по мнению современников, «он имел счастье скончаться вовремя».
21 мая 1567 ван Берген умер в Мадриде, как сообщалось, от сильной лихорадки, сопровождавшейся кровотечением. Прошел слух об отравлении, но, кажется, в яде не было необходимости. Действуя со своим обычным цинизмом, Филипп 16 мая приказал князю Эболи навестить маркиза и позволить ему от имени короля вернуться в Нидерланды, но только в том случае, если состояние больного не будет внушать надежды на выздоровление. Если бы выяснилось, что узник идет на поправку, Гомес должен был лишь обнадежить его насчет освобождения. Если бы узник оказался мертв, Филипп приказывал устроить торжественное погребение.
Монтиньи повезло меньше; он несколько лет пробыл в заключении, а после казни графов Эгмонта и Хорна пришла и его очередь. 16 октября 1570 он был тайно удавлен в камере замка Симанкас, а его земли конфискованы.
Торжественные похороны Яна ван Бергена состоялись 1 сентября в Берген-оп-Зоме в присутствии герцога Альбы, Арсхота, Аренберга и Берлемона, политических противников маркиза.
Владения Бергена были поставлены под охрану герцогини, чтобы при удобном случае можно было объявить их имуществом мятежника, и также отобрать в казну.
Маркиз, не имея детей, завещал владения своей племяннице Маргарите ван Мероде, при условии ее брака с одним из своих племянников. «Эта юная особа не казалась воспитанной в правилах католической веры», и герцогиня Пармская получила приказ взять ее под свою опеку, так же как и того, кто был бы предназначен ей в мужья.
Владетель Мероде не изъявлял желания отдавать дочь в руки иностранцев, а по поводу конфискации президент Тайного совета Виглиус высказался со всей определенностью: «Маркиз умер на службе королю и в присутствии Его Величества, действия против его владений могут совершаться только путем справедливости: надо сначала устроить процесс, на котором его признали бы виновным». Маргарита одобрила это мнение и написала об этом королю.
Яна IV посмертно обвинили в оскорблении величества, и его владения были секвестрированы в декабре 1567 года. Суд над покойным был завершен 4 марта 1570 года конфискацией его имущества. Земли ван Бергена объединялись с королевскими доменами и были поставлены под управление суперинтенданта.
В конце концов, после Гентского умиротворения племянница ван Бергена по решению Штатов Брабанта получила маркизат. Она выплатила рельеф 22 февраля 1578. Ее мужем в то время был Ян IV ван Виттем, владетель Берсела.